# サンライズ糸山
今治市サイクリングターミナル サンライズ糸山（サンライズいとやま）は、愛媛県今治市にあるサイクリングターミナル。しまなみ海道サイクリングロードにおける今治市側の拠点。今治市が開設し、指定管理者制度により市が60%出資する一般財団法人今治勤労福祉事業団が指定管理者として管理・運営を行っている。正式名称は今治市サイクリングターミナル(サンライズ糸山)。

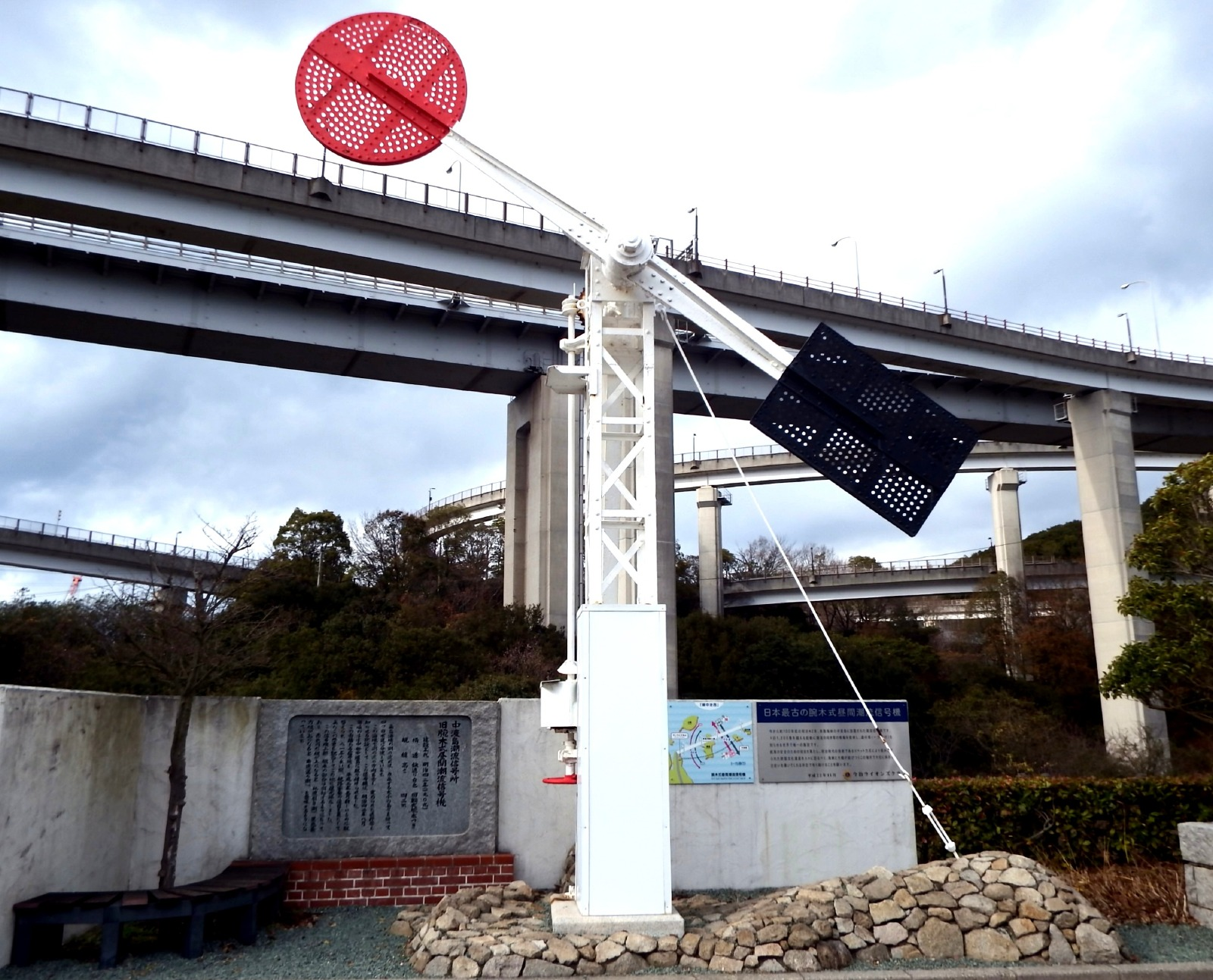
日本最古の腕木式昼間潮流信号機

## 施設概要
- 宿泊施設 - 定員70名。全ての客室から来島海峡大橋が一望できる。なお、バリアフリーの部屋を除いて客室に風呂の設備はないが、共同浴場からも来島海峡大橋が望める。
- レストラン「風のレストラン」･売店 - 今治市内の瀬戸内しまなみリーディングがテナントとして営業を行っている。

地元の食材を使ったダッチオーブン料理・パスタ・スイーツなど、食材の旨み活かした各種メニュー。
- 研修室
- レンタサイクル - 自転車は大三島や因島などの島嶼部や、尾道駅前のターミナルでの返却が可能。自転車でしまなみ海道を走破することもできる。自転車の使用料は1日（営業時間内）中学生以上1,000円　小学生以下300円　電動アシストは6時間までの利用で1,500円 このほか1台につき中学生以上1,000円、小学生以下500円の保証料が必要　借りたターミナルと同一ターミナルに自転車を返却すると保証料が返金される。電動アシストは乗り捨てができない。
- 腕木式昼間潮流信号機 - 明治42年（1909年）8月に中渡島に設置され馬島との間の海峡を満潮の南流のとき黒板が上になり、引潮の北流のとき赤円形板が上となり一方通行を知らせる世界で唯一の施設であった。高さ4.2m、81年間使用された。

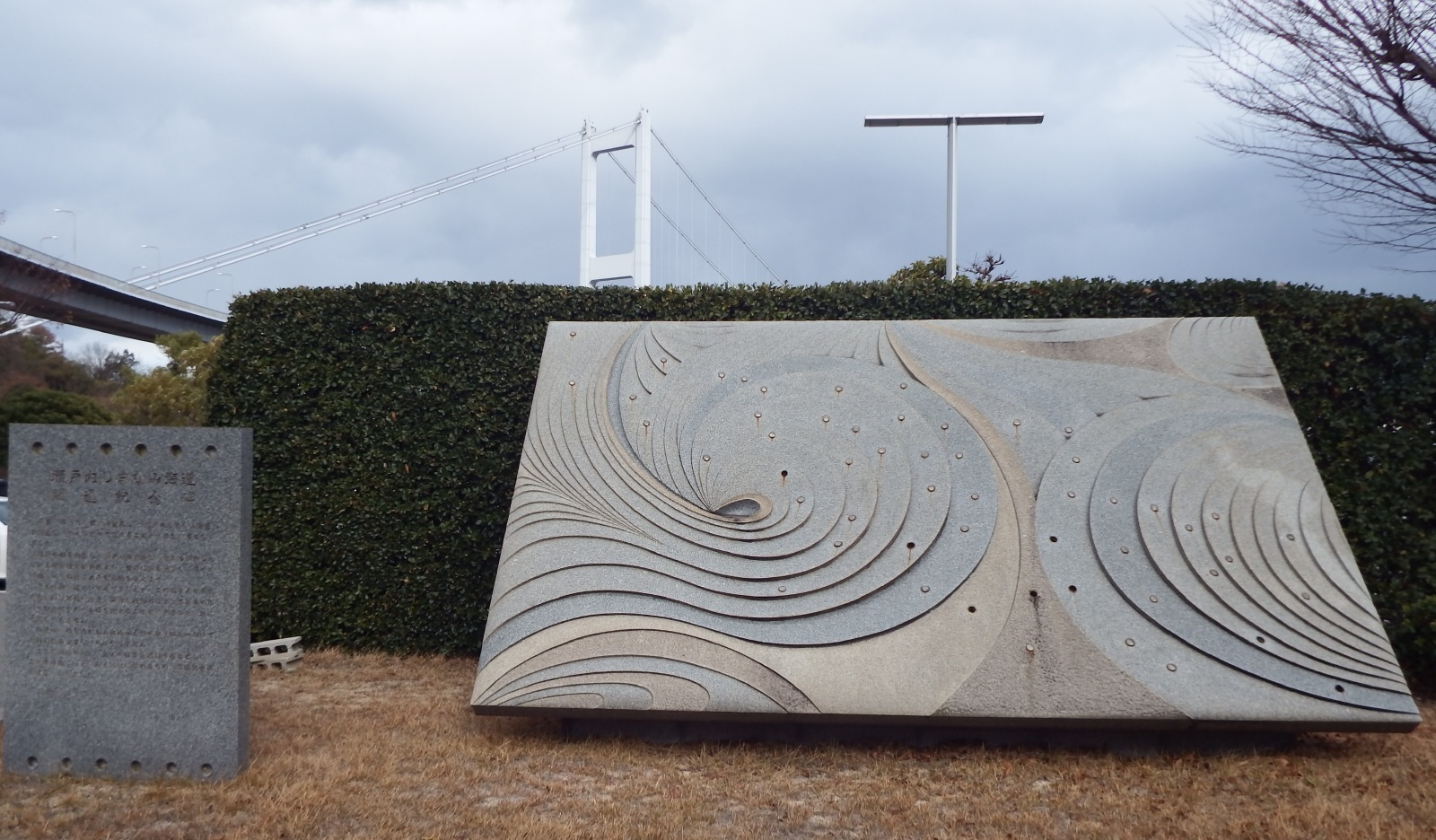
瀬戸内しまなみ海道開通記念碑
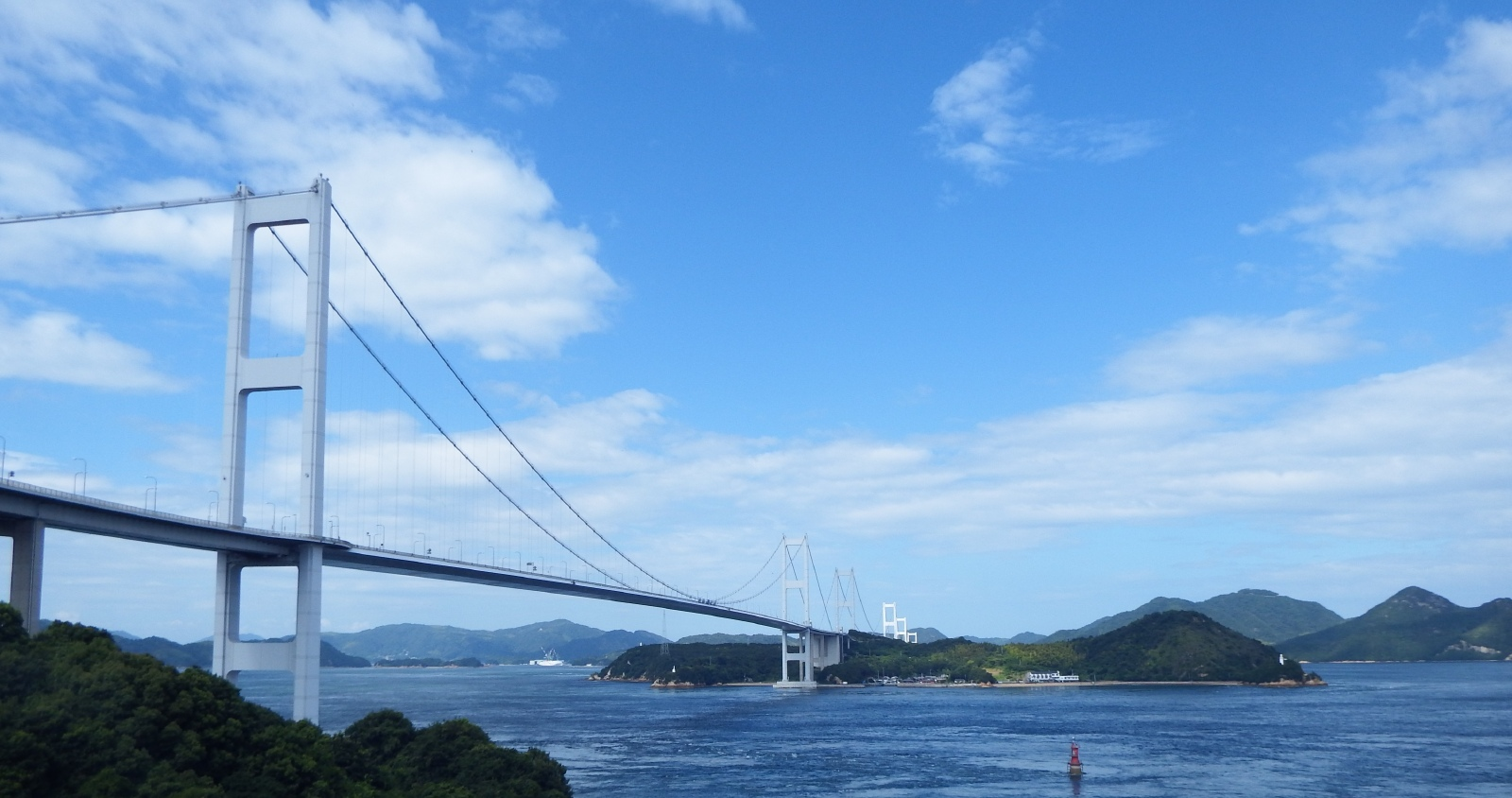
館内から見る来島海峡大橋
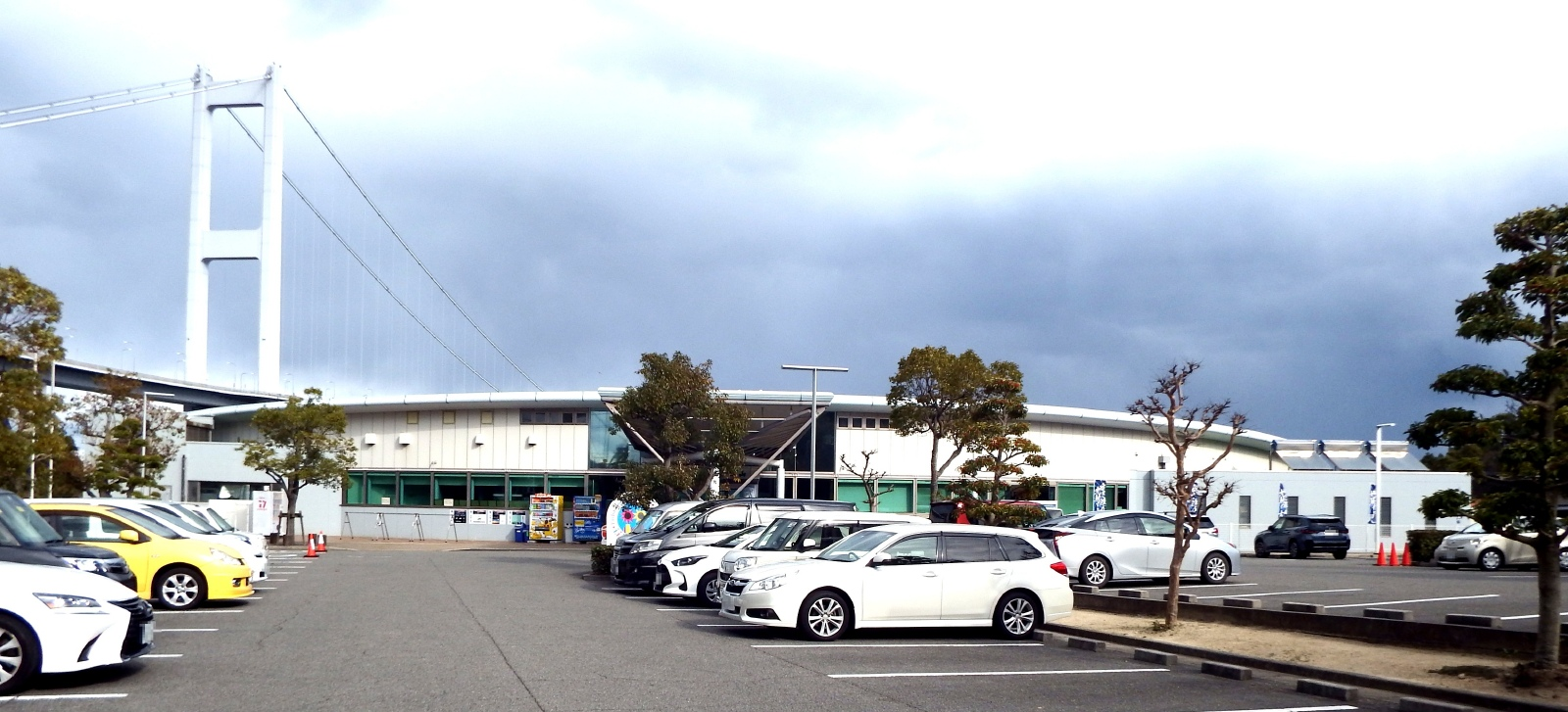
当館を正面入口から
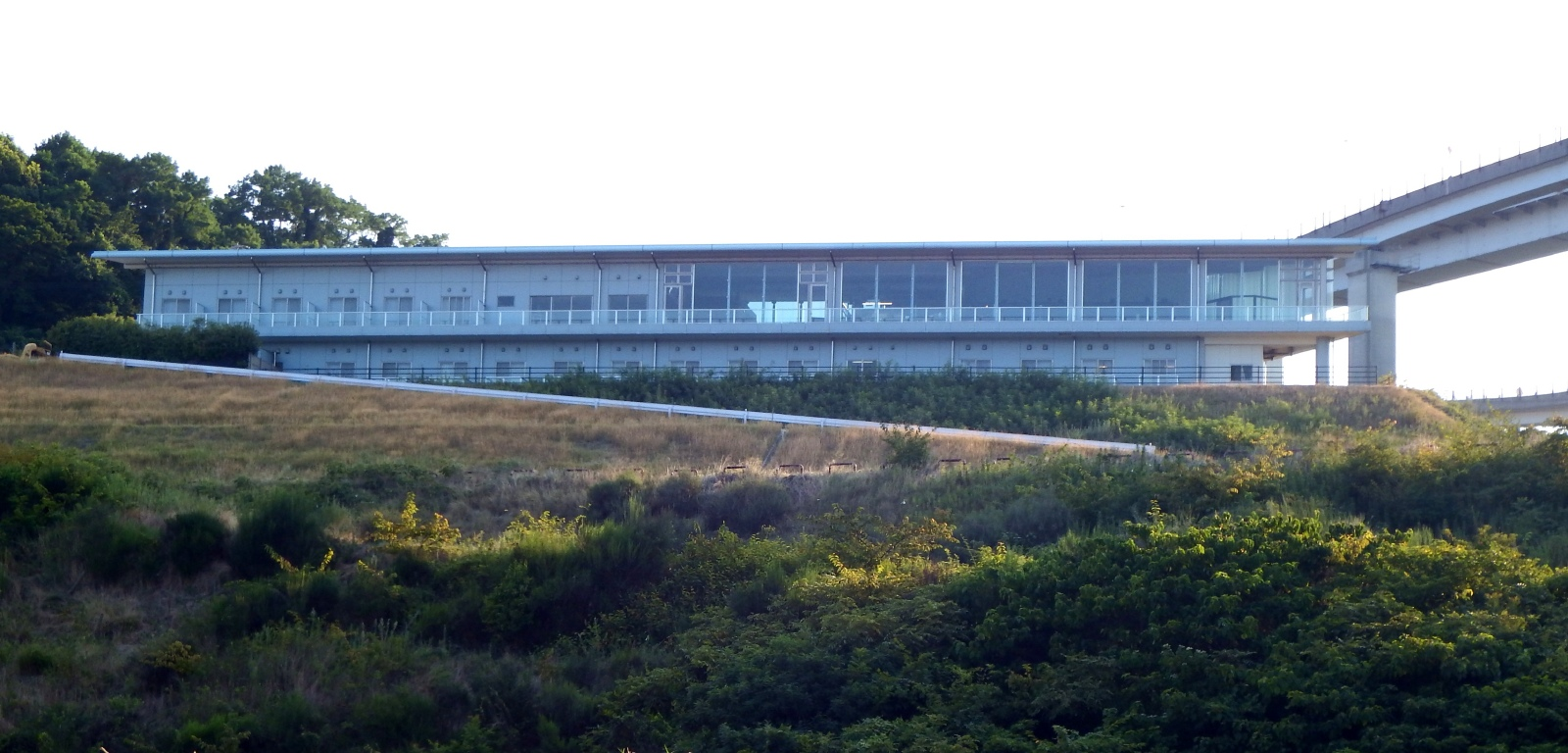
当館を海側から
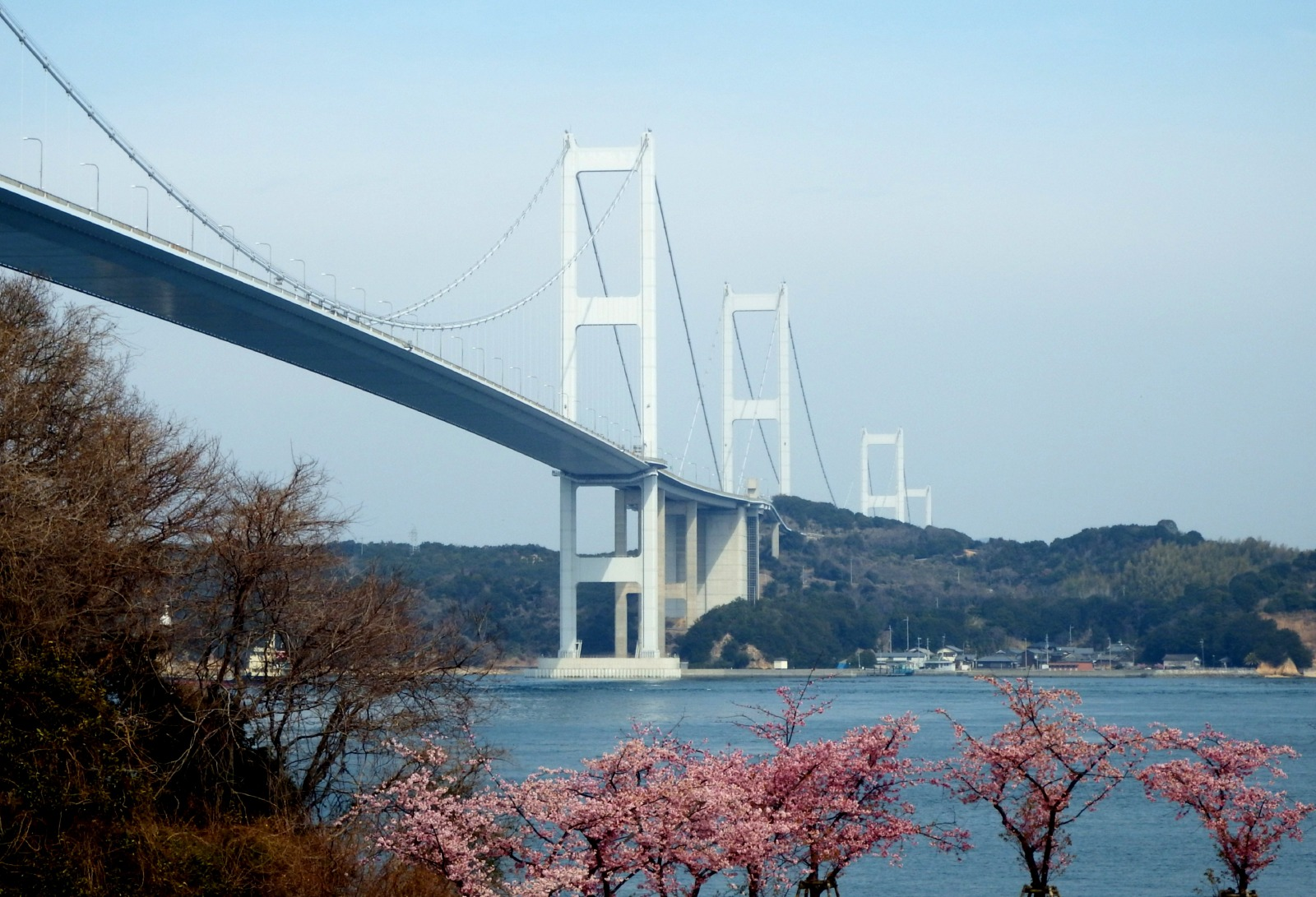
当館より海岸まで下りると河津桜が咲く

## 交通
- 西瀬戸自動車道今治北IC
- 今治市街から車で約12分
- 予讃線波止浜駅より徒歩約30分
- 予讃線今治駅より路線バスで約20分、「展望台入口」下車

## 周辺
- 来島海峡
- 来島海峡大橋
- 来島海峡展望館